# Анахіна (Курська область)
Анахіна (рос. Анахина) — присілок в Октябрському районі Курської області Російської Федерації.
Населення становить 1289 осіб. Входить до складу муніципального утворення Черницинська сільрада.

## Історія
Населений пункт розташований на території українського етнічного та культурного краю Східна Слобожанщина.
Від 2004 року входить до складу муніципального утворення Черницинська сільрада.

## Населення
| 2002 | 2010  |
| ---- | ----- |
| 3028 | ↘1289 |